# 1974-es NHL-amatőr draft
1974-es NHL-amatőr draftot a kanadai Montréalban (ez volt a 12. draft). A draftot korán és titokban rendezték meg a konkurens World Hockey Association miatt. A draft nem múlt el botrány nélkül: Punch Imlach, a Buffalo Sabres general menedzsere egy kicsit megviccelte a ligát, és amikor a 183. helyen kellett draftolni, ő egy kitalált japán játékos Taro Tsujimoto nevét mondta be a 'Tokyo Katanas' csapatából és azonnal be is jegyezték ezt. Csak hetekkel később derült ki az áldraft.

## A draft
|  | = NHL All-Star |  |  | = A Jégkorong Hírességek Csarnokának a tagja |

### Első kör
| #  | Játékos          | Poszt       | Nemzetiség                | NHL-csapat              | Egyetem/junior/klub csapat        |
| -- | ---------------- | ----------- | ------------------------- | ----------------------- | --------------------------------- |
| 1  | Greg Joly        | Védő        | Kanada                    | Washington Capitals     | Regina Pats (WCHL)                |
| 2  | Wilf Paiement    | Jobb szélső | Kanada                    | Kansas City Scouts      | St. Catharines Black Hawks (OHA)  |
| 3  | Rick Hampton     | Védő        | Kanada                    | California Golden Seals | St. Catharines Black Hawks (OHA)  |
| 4  | Clark Gillies    | Csatár      | Kanada                    | New York Islanders      | Regina Pats (WCHL)                |
| 5  | Cam Connor       | Csatár      | Kanada                    | Montréal Canadiens      | Flin Flon Bombers (WCHL)          |
| 6  | Doug Hicks       | Védő        | Kanada                    | Minnesota North Stars   | Flin Flon Bombers (WCHL)          |
| 7  | Doug Risebrough  | Csatár      | Kanada                    | Montréal Canadiens      | Kitchener Rangers (OHA)           |
| 8  | Pierre Larouche  | Csatár      | Kanada                    | Pittsburgh Penguins     | Sorel Éperviers (QMJHL)           |
| 9  | Bill Lochead     | Csatár      | Kanada                    | Detroit Red Wings       | Oshawa Generals (OHA)             |
| 10 | Rick Chartraw    | Védő        | Amerikai Egyesült Államok | Montréal Canadiens      | Kitchener Rangers (OHA)           |
| 11 | Lee Fogolin      | Védő        | Amerikai Egyesült Államok | Buffalo Sabres          | Oshawa Generals (OHA)             |
| 12 | Mario Tremblay   | Csatár      | Kanada                    | Montréal Canadiens      | Montréal Bleu Blanc Rouge (QMJHL) |
| 13 | Jack Valiquette  | Csatár      | Kanada                    | Toronto Maple Leafs     | Sault Ste. Marie Greyhounds (OHA) |
| 14 | Dave Maloney     | Védő        | Kanada                    | New York Rangers        | Kitchener Rangers (OHA)           |
| 15 | Gord McTavish    | Csatár      | Kanada                    | Montréal Canadiens      | Sudbury Wolves (OHA)              |
| 16 | Grant Mulvey     | Csatár      | Kanada                    | Chicago Black Hawks     | Calgary Centennials (WCHL)        |
| 17 | Ron Chipperfield | Center      | Kanada                    | California Golden Seals | Brandon Wheat Kings (WCHL)        |
| 18 | Don Larway       | Jobb szélső | Kanada                    | Boston Bruins           | Swift Current Broncos (WCHL)      |
|    |                  |             |                           |                         |                                   |

### Második kör
| #  | Játékos          | Poszt       | Nemzetiség                | NHL-csapat               | Egyetem/junior/klub csapat        |
| -- | ---------------- | ----------- | ------------------------- | ------------------------ | --------------------------------- |
| 19 | Mike Marson      | Bal szélső  | Kanada                    | Washington Capitals      | Sudbury Wolves (OMJHL)            |
| 20 | Glen Burdon      | Center      | Kanada                    | Kansas City Scouts       | Regina Pats (WCHL)                |
| 21 | Bruce Affleck    | Védő        | Kanada                    | California Golden Eagles | Denveri Egyetem (WCHA)            |
| 22 | Bryan Trottier   | Center      | Kanada                    | New York Islanders       | Swift Current Broncos (WCHL)      |
| 23 | Ron Sedlbauer    | Bal szélső  | Kanada                    | Vancouver Canucks        | Kitchener Rangers (OMJHL)         |
| 24 | Rich Nantais     | Bal szélső  | Kanada                    | Minnesota North Stars    | Quebec Remparts (QMJHL)           |
| 25 | Mark Howe        | Bal szélső  | Amerikai Egyesült Államok | Boston Bruins            | Houston Aeros (WHA)               |
| 26 | Bob Hess         | Védő        | Kanada                    | St. Louis Blues          | New Westminster Bruins (WCHL)     |
| 27 | Jacques Cossette | Jobb szélső | Kanada                    | Pittsburgh Penguins      | Sorel Éperviers (QMJHL)           |
| 28 | Guy Chouinard    | Center      | Kanada                    | Atlanta Flames           | Quebec Remparts (QMJHL)           |
| 29 | Danny Gare       | Jobb szélső | Kanada                    | Buffalo Sabres           | Calgary Centennials (WCHL)        |
| 30 | Gary MacGregor   | Center      | Kanada                    | Montréal Canadiens       | Cornwall Royals (QMJHL)           |
| 31 | Tiger Williams   | Bal szélső  | Kanada                    | Toronto Maple Leafs      | Swift Current Broncos (WCHL)      |
| 32 | Ron Greschner    | Védő        | Kanada                    | New York Rangers         | New Westminster Bruins (WCHL)     |
| 33 | Gilles Lupien    | Védő        | Kanada                    | Montréal Canadiens       | Montréal Bleu Blanc Rouge (QMJHL) |
| 34 | Alain Daigle     | Jobb szélső | Kanada                    | Chicago Black Hawks      | Trois-Rivières Draveurs (QMJHL)   |
| 35 | Don McLean       | Védő        | Kanada                    | Philadelphia Flyers      | Sudbury Wolves (OMJHL)            |
| 36 | Peter Sturgeon   | Bal szélső  | Kanada                    | Boston Bruins            | Kitchener Rangers (OMJHL)         |
|    |                  |             |                           |                          |                                   |

### Harmadik kör
| #  | Játékos                | Poszt       | Nemzetiség                | NHL-csapat              | Egyetem/junior/klub csapat          |
| -- | ---------------------- | ----------- | ------------------------- | ----------------------- | ----------------------------------- |
| 37 | John Paddock           | Jobb szélső | Kanada                    | Washington Capitals     | Brandon Wheat Kings (WCHL)          |
| 38 | Bob Bourne             | Center      | Kanada                    | Kansas City Scouts      | Saskatoon Blades (WCHL)             |
| 39 | Charlie Simmer         | Center      | Kanada                    | California Golden Seals | Sault Ste. Marie Greyhounds (OMJHL) |
| 40 | Brad Anderson          | Center      | Kanada                    | New York Islanders      | Victoria Cougars (WCHL)             |
| 41 | John Hughes            | Védő        | Kanada                    | Vancouver Canucks       | Toronto Marlboros (OMJHL)           |
| 42 | Pete LoPresti          | Kapus       | Amerikai Egyesült Államok | Minnesota North Stars   | Denveri Egyetem (WCHA)              |
| 43 | Gordon Buynak          | Védő        | Amerikai Egyesült Államok | St. Louis Blues         | Kingston Canadians (OMJHL)          |
| 44 | Dan Mandryk            | Bal szélső  | Kanada                    | Detroit Red Wings       | Calgary Centennials (WCHL)          |
| 45 | Bill Evo               | Jobb szélső | Amerikai Egyesült Államok | Detroit Red Wings       | Peterborough Petes (OMJHL)          |
| 46 | Dick Spannbauer        | Védő        | Amerikai Egyesült Államok | Atlanta Flames          | Minnesotai Egyetem (WCHA)           |
| 47 | Michel Deziel          | Bal szélső  | Kanada                    | Buffalo Sabres          | Sorel Éperviers (QMJHL)             |
| 48 | Gary Sargent           | Védő        | Amerikai Egyesült Államok | Los Angeles Kings       | Fargo Sugar Kings (MWJHL)           |
| 49 | Per-Arne Alexandersson | Center      | Svédország                | Toronto Maple Leafs     | Leksands IF (Elitserien)            |
| 50 | Jerry Holland          | Bal szélső  | Kanada                    | New York Rangers        | Calgary Centennials (WCHL)          |
| 51 | Marty Howe             | Védő        | Amerikai Egyesült Államok | Montréal Canadiens      | Houston Aeros (WHA)                 |
| 52 | Bob Murray             | Védő        | Kanada                    | Chicago Black Hawks     | Cornwall Royals (QMJHL)             |
| 53 | Bob Sirois             | Jobb szélső | Kanada                    | Philadelphia Flyers     | Montréal Bleu Blanc Rouge (QMJHL)   |
| 54 | Tom Edur               | Védő        | Kanada                    | Boston Bruins           | Cleveland Crusaders (WHA)           |
|    |                        |             |                           |                         |                                     |

### Negyedik kör
| #  | Játékos          | Poszt       | Nemzetiség | NHL-csapat               | Egyetem/junior/klub csapat          |
| -- | ---------------- | ----------- | ---------- | ------------------------ | ----------------------------------- |
| 55 | Paul Nicholson   | Bal szélső  | Kanada     | Washington Capitals      | London Knights (OMJHL)              |
| 56 | Roger Lemelin    | Védő        | Kanada     | Kansas City Scouts       | London Knights (OMJHL)              |
| 57 | Tom Price        | Védő        | Kanada     | California Goldeen Seals | Ottawa 67’s (OMJHL)                 |
| 58 | Pat Ribble       | Védő        | Kanada     | Atlanta Flames           | Oshawa Generals (OMJHL)             |
| 59 | Harold Snepsts   | Védő        | Kanada     | Vancouver Canucks        | Edmonton Oil Kings (WCHL)           |
| 60 | Kim MacDougall   | Védő        | Kanada     | Minnesota North Stars    | Regina Pats (WCHL)                  |
| 61 | Barry Legge      | Védő        | Kanada     | Montréal Canadiens       | Winnipeg Clubs (WCHL)               |
| 62 | Mario Faubert    | Védő        | Kanada     | Pittsburgh Pinguins      | Saint Louis University (CCHA)       |
| 63 | Michel Bergeron  | Jobb szélső | Kanada     | Detroit Red Wings        | Sorel Éperviers (QMJHL)             |
| 64 | Cam Botting      | Bal szélső  | Kanada     | Atlanta Flames           | Niagara Falls Flyers (SOJHL)        |
| 65 | Paul McIntosh    | Védő        | Kanada     | Buffalo Sabres           | Peterborough Petes (OMJHL)          |
| 66 | Brad Winton      | Center      | Kanada     | Los Angeles Kings        | Toronto Marlboros (OMJHL)           |
| 67 | Peter Driscoll   | Bal szélső  | Kanada     | Toronto Maple Leafs      | Kingston Canadians (OMJHL)          |
| 68 | Boyd Anderson    | Bal szélső  | Kanada     | New York Rangers         | Medicine Hat Tigers (WCHL)          |
| 69 | Mike McKegney    | Jobb szélső | Kanada     | Montréal Canadiens       | Kitchener Rangers (OMJHL)           |
| 70 | Terry Ruskowski  | Center      | Kanada     | Chicago Black Hawks      | Swift Current Broncos (WCHL)        |
| 71 | Randy Andreachuk | Jobb szélső | Kanada     | Philadelphia Flyers      | Kamloops Chiefs (WCHL)              |
| 72 | Bill Reed        | Védő        | Kanada     | Boston Bruins            | Sault Ste. Marie Greyhounds (OMJHL) |
|    |                  |             |            |                          |                                     |

### Ötödik kör
| #  | Játékos         | Poszt       | Nemzetiség                | NHL-csapat              | Egyetem/junior/klub csapat         |
| -- | --------------- | ----------- | ------------------------- | ----------------------- | ---------------------------------- |
| 73 | Jack Patterson  | Center      | Kanada                    | Washington Capitals     | Kamloops Chiefs (WCHL)             |
| 74 | Mark Lomenda    | Jobb szélső | Kanada                    | Kansas City Scouts      | Victoria Cougars (WCHL)            |
| 75 | James Warden    | Kapus       | Amerikai Egyesült Államok | California Golden Seals | Michigani Műszaki Egyetem (WCHA)   |
| 76 | Carlo Torresan  | Védő        | Kanada                    | New York Islanders      | Sorel Éperviers (QMJHL)            |
| 77 | Mike Rogers     | Center      | Kanada                    | Vancouver Canucks       | Calgary Centennials (WCHL)         |
| 78 | Ron Ashton      | Védő        | Kanada                    | Minnesota North Stars   | Saskatoon Blades (WCHL)            |
| 79 | Mike Zuke       | Center      | Kanada                    | St. Louis Blues         | Michigani Műszaki Egyetem (WCHA)   |
| 80 | Bruce Aberhart  | Kapus       | Kanada                    | Pittsburgh Penguins     | London Knights (OMJHL)             |
| 81 | John Taft       | Védő        | Amerikai Egyesült Államok | Detroit Red Wings       | Wisconsini Egyetem (WCHA)          |
| 82 | Jerry Badiuk    | Védő        | Kanada                    | Atlanta Flames          | Kitchener Rangers (OMJHL)          |
| 83 | Garry Lariviere | Védő        | Kanada                    | Buffalo Sabres          | St. Catharines Black Hawks (OMJHL) |
| 84 | Paul Evans      | Center      | Kanada                    | Los Angeles Kings       | Kitchener Rangers (OMJHL)          |
| 85 | Mike Palmateer  | Kapus       | Kanada                    | Toronto Maple Leafs     | Toronto Marlboros (OMJHL)          |
| 86 | Dennis Olmstead | Center      | Kanada                    | New York Rangers        | Wisconsini Egyetem (WCHA)          |
| 87 | Donald Whelden  | Védő        | Amerikai Egyesült Államok | St. Louis Blues         | London Knights (OMJHL)             |
| 88 | David Logan     | Védő        | Kanada                    | Chicago Black Hawks     | Laval National (QMJHL)             |
| 89 | Dennis Sobchuk  | Center      | Kanada                    | Philadelphia Flyers     | Regina Pats (WCHL)                 |
| 90 | Jamie Bateman   | Bal szélső  | Kanada                    | Boston Bruins           | Québec Remparts (QMJHL)            |
|    |                 |             |                           |                         |                                    |

### Hatodik kör
| #   | Játékos           | Poszt       | Nemzetiség                | NHL-csapat              | Egyetem/junior/klub csapat    |
| --- | ----------------- | ----------- | ------------------------- | ----------------------- | ----------------------------- |
| 91  | Brian Kinsella    | Center      | Kanada                    | Washington Capitals     | Oshawa Generals (OMJHL)       |
| 92  | John Shewchuk     | Center      | Amerikai Egyesült Államok | Kansas City Scouts      | St. Paul Vulcanos (MWJHL)     |
| 93  | Tom Sundberg      | Center      | Amerikai Egyesült Államok | California GOlden Seals | St. Paul Vulcanos (MWJHL)     |
| 94  | Sid Prysunka      | Bal szélső  | Kanada                    | New York Islanders      | New Westminster Bruins (WCHL) |
| 95  | Andy Spruce       | Bal szélső  | Kanada                    | Vancouver Canucks       | London Knights (OMJHL)        |
| 96  | John Sheridan     | Center      | Amerikai Egyesült Államok | Minnesota North Stars   | Minnesotai Egyetem (WCHA)     |
| 97  | Mike Thompson     | Védő        | Kanada                    | St. Louis Blues         | Victoria Cougars (WCHL)       |
| 98  | William Schneider | Bal szélső  | Amerikai Egyesült Államok | Pittsburgh Penguins     | Minnesotai Egyetem (WCHA)     |
| 99  | Don Dufek         | Bal szélső  | Amerikai Egyesült Államok | Detroit Red Wings       | Michigani Egyetem (WCHA)      |
| 100 | Bill Moen         | Kapus       | Amerikai Egyesült Államok | Atlanta Flames          | Minnesotai Egyetem (WCHA)     |
| 101 | David Given       | Jobb szélső | Amerikai Egyesült Államok | Buffalo Sabres          | Brown Egyetem (ECAC)          |
| 102 | Marty Mathews     | Bal szélső  | Kanada                    | Los Angeles Kings       | Flin Flon Bombers (WCHL)      |
| 103 | Bill Hassard      | Center      | Kanada                    | Toronto Maple Leafs     | Wexford Warriors (MetJHL)     |
| 104 | Eddie Johnstone   | Jobb szélső | Kanada                    | New York Rangers        | Medicine Hat Tigers (WCHL)    |
| 105 | John Stewart      | Center      | Kanada                    | Montréal Canadiens      | Bowling Green Egyetem (CCHA)  |
| 106 | Bob Volpe         | Kapus       | Kanada                    | Chicago Black Hawks     | Sudbury Wolves (OMJHL)        |
| 107 | Willie Friesen    | Bal szélső  | Kanada                    | Philadelphia Flyers     | Swift Current Broncos (WCHL)  |
| 108 | Bill Best         | Bal szélső  | Kanada                    | Boston Bruins           | Sudbury Wolves (OMJHL)        |
|     |                   |             |                           |                         |                               |

### Hetedik kör
| #   | Játékos         | Poszt       | Nemzetiség                | NHL-csapat              | Egyetem/junior/klub csapat          |
| --- | --------------- | ----------- | ------------------------- | ----------------------- | ----------------------------------- |
| 109 | Garth Malarchuk | Kapus       | Kanada                    | Washington Capitals     | Calgary Centennials (WCHL)          |
| 110 | Mike Boland     | Védő        | Kanada                    | Kansas City Scouts      | Sault Ste. Marie Greyhounds (OMJHL) |
| 111 | Tom Anderson    | Védő        | Amerikai Egyesült Államok | California Golden Seals | St. Paul Vulcans (MWJHL)            |
| 112 | Dave Langevin   | Védő        | Amerikai Egyesült Államok | New York Islanders      | Minnesota-Duluth Egyetem (WCHA)     |
| 113 | James Clarke    | Védő        | Kanada                    | Vancouver Canucks       | Toronto Marlboros (OMJHL)           |
| 114 | Dave Heitz      | Kapus       | Amerikai Egyesült Államok | Minnesota North Stars   | Fargo-Moorhead Sugar Kings (MWJHL)  |
| 115 | Terry Casey     | Jobb szélső | Kanada                    | St. Louis Blues         | St. Catharines Black Hawks (OMJHL)  |
| 116 | Rob Laird       | Bal szélső  | Kanada                    | Pittsburgh Penguins     | Regina Pats (WCHL)                  |
| 117 | Jack Carlson    | Bal szélső  | Amerikai Egyesült Államok | Detroit Red Wings       | Marquette Iron Rangers (USHL)       |
| 118 | Peter Brown     | Védő        | Amerikai Egyesült Államok | Atlanta Flames          | Bostoni Egyetem (ECAC)              |
| 119 | Bernard Noreau  | Jobb szélső | Kanada                    | Buffalo Sabres          | Laval National (QMJHL)              |
| 120 | Harvey Stewart  | Kapus       | Kanada                    | Los Angeles Kings       | Flin Flon Bombers (WCHL)            |
| 121 | Kevin Devine    | Bal szélső  | Kanada                    | Toronto Maple Leafs     | Toronto Marlboros (OMJHL)           |
| 122 | John Memryk     | Kapus       | Kanada                    | New York Rangers        | Winnipeg Clubs (WCHL)               |
| 123 | Joe Micheletti  | Védő        | Amerikai Egyesült Államok | Montréal Canadiens      | Minnesotai Egyetem (WCHA)           |
| 124 | Eddie Mio       | Kapus       | Kanada                    | Chicago Blackhawks      | Colorado College (WCHA)             |
| 125 | Réjean Lemelin  | Kapus       | Kanada                    | Philadelphia Flyers     | Sherbrooke Castors (QMJHL)          |
| 126 | Ray Maluta      | Védő        | Kanada                    | Boston Bruins           | Flin Flon Bombers (WCHL)            |
|     |                 |             |                           |                         |                                     |

### Nyolcadik kör
| #   | Játékos            | Poszt       | Nemzetiség                | NHL-csapat              | Egyetem/junior/klub csapat         |
| --- | ------------------ | ----------- | ------------------------- | ----------------------- | ---------------------------------- |
| 127 | John Nazar         | Bal szélső  | Kanada                    | Washington Capitals     | Cornwall Royals (QMJHL)            |
| 128 | Jim McCabe         | Center      | Kanada                    | California Golden Seals | Welland Sabres (SOJAHL)            |
| 129 | Dave Inkpen        | Védő        | Kanada                    | New York Islanders      | Edmonton Oil Kings (WCHL)          |
| 130 | Robbie Watt        | Bal szélső  | Kanada                    | Vancouver Canucks       | Flin Flon Bombers (WCHL)           |
| 131 | Roland Eriksson    | Center      | Svédország                | Minnesota North Stars   | Leksands IF (Elitserien)           |
| 132 | Rod Tordoff        | Védő        | Kanada                    | St. Louis Blues         | Swift Current Broncos (WCHL)       |
| 133 | Larry Finck        | Védő        | Kanada                    | Pittsburgh Penguins     | St. Catharines Black Hawks (OMJHL) |
| 134 | Greg Steel         | Védő        | Kanada                    | Detroit Red Wings       | Calgary Centennials (WCHL)         |
| 135 | Tom Lindskog       | Védő        | Kanada                    | Atlanta Flames          | Michigani Egyetem (WCHA)           |
| 136 | Charles Constantin | Bal szélső  | Kanada                    | Buffalo Sabres          | Québec Remparts (QMJHL)            |
| 137 | John Held          | Védő        | Kanada                    | Los Angeles Kings       | London Knights (OMJHL)             |
| 138 | Kevin Kemp         | Védő        | Kanada                    | Toronto Maple Leafs     | Ottawa 67’s (OMJHL)                |
| 139 | Greg Holst         | Center      | Kanada                    | New York Rangers        | Kingston Canadians (OMJHL)         |
| 140 | Jamie Hislop       | Jobb szélső | Kanada                    | Montréal Canadiens      | New Hampshire-i Egyetem (ECAC)     |
| 141 | Mike St. Cyr       | Védő        | Kanada                    | Chicago Black Hawks     | Kitchener Rangers (OMJHL)          |
| 142 | Steve Short        | Jobb szélső | Amerikai Egyesült Államok | Philadelphia Flyers     | Minnesota Junior Stars (MWJHL)     |
| 143 | Daryl Drader       | Védő        | Kanada                    | Boston Bruins           | Észak-dakotai Egyetem (WCHA)       |
|     |                    |             |                           |                         |                                    |

### Kilencedik kör
| #   | Játékos           | Poszt      | Nemzetiség                | NHL-csapat            | Egyetem/junior/klub csapat            |
| --- | ----------------- | ---------- | ------------------------- | --------------------- | ------------------------------------- |
| 144 | Kelvin Erickson   | Kapus      | Kanada                    | Washington Capitals   | Calgary Centannials (WCHL)            |
| 145 | Brian Kuruliak    | Bal szélső | Kanada                    | Kansas City Scouts    | North Bay Trappers (OPJHL)            |
| 146 | Jim Foubister     | Kapus      | Kanada                    | New York Islanders    | Victoria Cougars (WCHL)               |
| 147 | Marc Gaudreault   | Védő       | Kanada                    | Vancouver Canucks     | Lake Superior State University (CCHA) |
| 148 | Dave Staffen      | Center     | Kanada                    | Minnesota North Stars | Ottawa 67’s (OMJHL)                   |
| 149 | Paul-André Touzin | Kapus      | Kanada                    | St. Louis Blues       | Shawinigan Dynamos (QMJHL)            |
| 150 | Jim Chicoyne      | Védő       | Kanada                    | Pittsburgh Penguins   | Brandon Wheat Kings (WCHL)            |
| 151 | Glen McLeod       | Védő       | Kanada                    | Detroit Red Wings     | Sudbury Wolves (OMJHL)                |
| 152 | Larry Hopkins     | Bal szélső | Kanada                    | Atlanta Flames        | Oshawa Legionaires (MetJHL)           |
| 153 | Rick Jodzio       | Bal szélső | Kanada                    | Buffalo Sabres        | Hamilton Fincups (OMJHL)              |
| 154 | Mario Lessard     | Kapus      | Kanada                    | Los Angeles Kings     | Sherbrooke Castors (QMJHL)            |
| 155 | Dave Syvret       | Védő       | Kanada                    | Toronto Maple Leafs   | St. Catharines Black Hawks (OMJHL)    |
| 156 | Claude Arvisais   | Center     | Kanada                    | New York Rangers      | Shawinigan Dynamos (QMJHL)            |
| 157 | Gordon Stewart    | Center     | Kanada                    | Montréal Canadiens    | Kamloops Chiefs (WCHL)                |
| 158 | Steve Colp        | Center     | Kanada                    | Chicago Black Hawks   | Michigani Állami Egyetem (WCHA)       |
| 159 | Peter MacKenzie   | Védő       | Kanada                    | Philadelphia Flyers   | St. Francis Xavier Egyetem (AUAA)     |
| 160 | Peter Roberts     | Center     | Amerikai Egyesült Államok | Boston Bruis          | St. Cloud Junior Blues (MWJHL)        |
|     |                   |            |                           |                       |                                       |

### Tizedik kör
| #   | Játékos          | Poszt       | Nemzetiség                | NHL-csapat            | Egyetem/junior/klub csapat        |
| --- | ---------------- | ----------- | ------------------------- | --------------------- | --------------------------------- |
| 161 | Tony White       | Bal szélső  | Kanada                    | Washington Capitals   | Kitchener Rangers (OMJHL)         |
| 162 | Denis Carufel    | Védő        | Kanada                    | Kansas City Scouts    | Sorel Éperviers (QMJHL)           |
| 163 | Bob Ferguson     | Center      | Amerikai Egyesült Államok | New York Islanders    | Cornwall Royals (QMJHL)           |
| 164 | Brian Andersen   | Védő        | Kanada                    | Minnesota North Stars | New Westminster Bruins (WCHL)     |
| 165 | John Ahern       | Védő        | Amerikai Egyesült Államok | St. Louis Blues       | Brown Egyetem (ECAC)              |
| 166 | Rick Uhrich      | Jobb szélső | Kanada                    | Pittsburgh Penguins   | Regina Pats (WCHL)                |
| 167 | Louis Loranger   | Center      | Kanada                    | Atlanta Flames        | Shawinigan Dynamos (QMJHL)        |
| 168 | Derek Smith      | Bal szélső  | Kanada                    | Buffalo Sabres        | Ottawa 67’s (OMJHL)               |
| 169 | Derrick Emerson  | Jobb szélső | Kanada                    | Los Angeles Kings     | Montréal Bleu Blanc Rouge (QMJHL) |
| 170 | Andy Stoesz      | Kapus       | Kanada                    | Toronto Maple Leafs   | Selkirk Steelers (MJHL)           |
| 171 | Ken Dodd         | Bal szélső  | Kanada                    | New York Rangers      | New Westminster Bruins (WCHL)     |
| 172 | Chuck Luksa      | Védő        | Kanada                    | Montréal Canadiens    | Kitchener Rangers (OMJHL)         |
| 173 | Rick Fraser      | Védő        | Kanada                    | Chicago Black Hawks   | Oshawa Generals (OMJHL)           |
| 174 | Marcel Labrosse  | Center      | Kanada                    | Philadelphia Flyers   | Shawinigan Dynamos (QMJHL)        |
| 175 | Peter Waselovich | Kapus       | Amerikai Egyesült Államok | Boston Bruins         | Észak-dakotai Egyetem (WCHA)      |
|     |                  |             |                           |                       |                                   |

### Tizenegyedik kör
| #                                                                              | Játékos          | Poszt       | Nemzetiség                | NHL-csapat            | Egyetem/junior/klub csapat         |
| ------------------------------------------------------------------------------ | ---------------- | ----------- | ------------------------- | --------------------- | ---------------------------------- |
| 176                                                                            | Ron Pronchuk     | Védő        | Kanada                    | Washington Capitals   | Brandon Wheat Kings (WCHL)         |
| 177                                                                            | Sören Johansson  | Center      | Svédország                | Kansas City Scouts    | Djurgårdens IF Hockey (Elitserien) |
| 178                                                                            | Murray Fleck     | Védő        | Kanada                    | New York Islanders    | Estevan Bruins (SJHL)              |
| 179                                                                            | Duane Bray       | Védő        | Kanada                    | Minnesota North Stars | Flin Flon Bombers (WCHL)           |
| 180                                                                            | Mitch Babin      | Center      | Kanada                    | St. Louis Blues       | North Bay Trappers (OPJHL)         |
| 181                                                                            | Serge Gamelin    | Jobb szélső | Kanada                    | Pittsburgh Penguins   | Sorel Éperviers (QMJHL)            |
| 182                                                                            | Randy Montgomery | Bal szélső  | Kanada                    | Atlanta Flames        | Welland Sabres (SOJHL)             |
| 183                                                                            | Taro Tsujimoto   | Center      | Japán                     | Buffalo Sabres        | Tokyo Katanas (JIHL)               |
| A 183. helyen draftolt játékos csak kitaláció volt, ezért ezt később törölték. |                  |             |                           |                       |                                    |
| 184                                                                            | Jacques Locas    | Center      | Kanada                    | Los Angeles Kings     | Québec Remparts (QMJHL)            |
| 185                                                                            | Marty Feschuk    | Védő        | Kanada                    | Toronto Maple Leafs   | Saskatoon Blades (WCHL)            |
| 186                                                                            | Ralph Krentz     | Bal szélső  | Kanada                    | New York Rangers      | Brandon Wheat Kings (WCHL)         |
| 187                                                                            | Cliff Cox        | Center      | Kanada                    | Montréal Canadiens    | New Hampshire-i Egyetem (ECAC)     |
| 188                                                                            | Jean Bernier     | Védő        | Kanada                    | Chicago Black Hawks   | Shawinigan Dynamos (QMJHL)         |
| 189                                                                            | Scott Jessee     | Jobb szélső | Amerikai Egyesült Államok | Philadelphia Flyers   | Michigani Műszaki Egyetem (WCHA)   |
|                                                                                |                  |             |                           |                       |                                    |

### Tizenkettedik kör
| #   | Játékos          | Poszt       | Nemzetiség | NHL-csapat            | Egyetem/junior/klub csapat     |
| --- | ---------------- | ----------- | ---------- | --------------------- | ------------------------------ |
| 190 | Dave McKee       | Jobb szélső | Kanada     | Washington Capitals   | Oshawa Generals (OMJHL)        |
| 191 | Mats Ulander     | Bal szélső  | Svédország | Kansas City Scouts    | Boden BIK (Elitserien)         |
| 192 | Dave Rooke       | Védő        | Kanada     | New York Islanders    | Cornwall Royals (QMJHL)        |
| 193 | Don Hay          | Jobb szélső | Kanada     | Minnesota North Stars | New Westminster Bruins (WCHL)  |
| 194 | Doug Allan       | Kapus       | Kanada     | St. Louis Blues       | New Westminster Bruins (WCHL)  |
| 195 | Richard Perron   | Védő        | Kanada     | Pittsburgh Penguins   | Québec Remparts (QMJHL)        |
| 196 | Robert Geoffrion | Bal szélső  | Kanada     | Buffalo Sabres        | Cornwall Royals (QMJHL)        |
| 197 | Lindsay Thomson  | Center      | Kanada     | Los Angeles Kings     | Denveri Egyetem (WCHA)         |
| 198 | Larry Jacques    | Jobb szélső | Kanada     | New York Rangers      | Ottawa 67’s (OMJHL)            |
| 199 | David Lumley     | Jobb szélső | Kanada     | Montréal Canadiens    | New Hampshire-i Egyetem (ECAC) |
| 200 | Dwayne Byers     | Jobb szélső | Kanada     | Chicago Black Hawks   | Sherbrooke Castors (QMJHL)     |
| 201 | Richard Guay     | Kapus       | Kanada     | Philadelphia Flyers   | Chicoutimi Saguenéens (QMJHL)  |
|     |                  |             |            |                       |                                |

### Tizenharmadik kör
| #   | Játékos          | Poszt       | Nemzetiség                | NHL-csapat            | Egyetem/junior/klub csapat          |
| --- | ---------------- | ----------- | ------------------------- | --------------------- | ----------------------------------- |
| 202 | Scott Mabley     | Védő        | Kanada                    | Washington Capitals   | Sault Ste. Marie Greyhounds (OMJHL) |
| 203 | Ed Pizunski      | Védő        | Kanada                    | Kansas City Scouts    | Peterborough Petes (OMJHL)          |
| 204 | Neil Smith       | Védő        | Kanada                    | New York Islanders    | Brockville Braves (CJHL)            |
| 205 | Brian Holderness | Kapus       | Kanada                    | Minnesota North Stars | Saskatoon Blades (WCHL)             |
| 206 | Rick Hindmarch   | Jobb szélső | Kanada                    | Pittsburgh Penguins   | Calgary Egyetem (CWUAA)             |
| 207 | Craig Brickley   | Center      | Amerikai Egyesült Államok | Los Angeles Kings     | Pennsylvaniai Egyetem (ECAC)        |
| 208 | Tom Gastle       | Bal szélső  | Kanada                    | New York Rangers      | Peterborough Petes (OMJHL)          |
| 209 | Mike Hobin       | Center      | Kanada                    | Montréal Canadiens    | Hamilton Fincups (OMJHL)            |
| 210 | Glen Ing         | Jobb szélső | Kanada                    | Chicago Black Hawks   | Victoria Cougars (WCHL)             |
| 211 | Brad Morrow      | Védő        | Amerikai Egyesült Államok | Philadelphia Flyers   | Minnesotai Egyetem (WCHA)           |
|     |                  |             |                           |                       |                                     |

### Tizennegyedik kör
| #   | Játékos        | Poszt       | Nemzetiség                | NHL-csapat            | Egyetem/junior/klub csapat      |
| --- | -------------- | ----------- | ------------------------- | --------------------- | ------------------------------- |
| 212 | Bernard Plante | Bal szélső  | Kanada                    | Washington Capitals   | Trois-Rivières Draveurs (QMJHL) |
| 213 | Willie Wing    | Jobb szélső | Kanada                    | Kansas City Scouts    | Hamilton Fincups (OMJHL)        |
| 214 | Stefan Persson | Védő        | Svédország                | New York Islanders    | Brynäs IF (ELitserien)          |
| 215 | Frank Taylor   | Védő        | Kanada                    | Minnesota North Stars | Brandon Wheat Kings (WCHL)      |
| 216 | Bill Davis     | Védő        | Kanada                    | Pittsburgh Penguins   | Colgate Egyetem (ECAC)          |
| 217 | Brad Kuglin    | Bal szélső  | Kanada                    | Los Angeles Kings     | Pennsylvaniai Egyetem (ECAC)    |
| 218 | Eric Brubacher | Center      | Kanada                    | New York Rangers      | Kingston Canadians (OMJHL)      |
| 219 | Craig Arvidson | Bal szélső  | Amerikai Egyesült Államok | Philadelphia Flyers   | Minnesota-Duluth Egyetem (WCHA) |
|     |                |             |                           |                       |                                 |

### Tizenötödik kör
| #   | Játékos          | Poszt       | Nemzetiség                | NHL-csapat            | Egyetem/junior/klub csapat     |
| --- | ---------------- | ----------- | ------------------------- | --------------------- | ------------------------------ |
| 220 | Jacques Chiasson | Jobb szélső | Kanada                    | Washington Capitals   | Drummondville Rangers (QMJHL)  |
| 221 | Dave Otness      | Center      | Amerikai Egyesült Államok | New York Islanders    | Wisconsini Egyetem (WCHA)      |
| 222 | Jeffrey Hymanson | Védő        | Amerikai Egyesült Államok | Minnesota North Stars | St. Cloud Junior Blues (MWJHL) |
| 223 | J.D. Mathers     | Védő        | Amerikai Egyesült Államok | Pittsburgh Penguins   | Northeastern Egyetem (ECAC)    |
| 224 | Russ Hall        | Jobb szélső | Kanada                    | New York Rangers      | Winnipeg Clubs (WCHL)          |
|     |                  |             |                           |                       |                                |

### Tizenhatodik kör
| #   | Játékos     | Poszt      | Nemzetiség | NHL-csapat          | Egyetem/junior/klub csapat               |
| --- | ----------- | ---------- | ---------- | ------------------- | ---------------------------------------- |
| 225 | Bill Bell   | Bal szélső | Kanada     | Washington Capitals | Regina Pats (WCHL)                       |
| 226 | Jim Murray  | Védő       | Kanada     | New York Islanders  | Michigan Technological University (WCHA) |
| 227 | Bill Kriski | Kapus      | Kanada     | New York Rangers    | Winnipeg Clubs (WCHL)                    |
|     |             |            |            |                     |                                          |

### Tizenhetedik kör
| #   | Játékos      | Poszt       | Nemzetiség                | NHL-csapat          | Egyetem/junior/klub csapat |
| --- | ------------ | ----------- | ------------------------- | ------------------- | -------------------------- |
| 228 | Bob Blanchet | Kapus       | Kanada                    | Washington Capitals | Kitchener Rangers (OMJHL)  |
| 229 | Mike Dibble  | Kapus       | Amerikai Egyesült Államok | New York Islanders  | Wisconsini Egyetem (WCHA)  |
| 230 | Kevin Treacy | Jobb szélső | Kanada                    | New York Rangers    | Cornwall Royalas (QMJHL)   |
|     |              |             |                           |                     |                            |

### Tizennyolcadik kör
| #   | Játékos          | Poszt      | Nemzetiség | NHL-csapat          | Egyetem/junior/klub csapat |
| --- | ---------------- | ---------- | ---------- | ------------------- | -------------------------- |
| 231 | Johnny Bower Jr. | Védő       | Kanada     | Washington Capitals | Downsview Beavers (OPJHL)  |
| 232 | Brian Bye        | Bal szélső | Kanada     | New York Islanders  | Kitchener Rangers (OMJHL)  |
| 233 | Ken Gassoff      | Center     | Kanada     | New York Rangers    | Medicine Hat Tigers (WCHL) |
|     |                  |            |            |                     |                            |

### Tizenkilencedik kör
| #   | Játékos       | Poszt  | Nemzetiség | NHL-csapat          | Egyetem/junior/klub csapat |
| --- | ------------- | ------ | ---------- | ------------------- | -------------------------- |
| 234 | Yves Plouffe  | Védő   | Kanada     | Washington Capitals | Sorel Éperviers (QMJHL)    |
| 235 | Martti Jarkko | Center | Finnország | New York Islanders  | Tappara (SM-liiga)         |
| 236 | Cliff Bast    | VÉdő   | Kanada     | New York Rangers    | Medicine Hat Tigers (WCHL) |
|     |               |        |            |                     |                            |

### Huszadik kör
| #   | Játékos      | Poszt       | Nemzetiség | NHL-csapat          | Egyetem/junior/klub csapat         |
| --- | ------------ | ----------- | ---------- | ------------------- | ---------------------------------- |
| 237 | Terry Bozack | Védő        | Kanada     | Washington Capitals | Pembroke Lumber Kings (CJAHL)      |
| 238 | Ron Phillips | Védő        | Kanada     | New York Islanders  | St. Catharines Black Hawks (OMJHL) |
| 239 | Jim Mayer    | Jobb szélső | Kanada     | New York Rangers    | Michigani Műszaki Egyetem (WCHA)   |
|     |              |             |            |                     |                                    |

### Huszonegyedik kör
| #   | Játékos       | Poszt       | Nemzetiség                | NHL-csapat          | Egyetem/junior/klub csapat |
| --- | ------------- | ----------- | ------------------------- | ------------------- | -------------------------- |
| 240 | Gordie Cole   | Bal szélső  | Kanada                    | Washington Capitals | Brandon Wheat Kings (WCHL) |
| 241 | Warren Miller | Jobb szélső | Amerikai Egyesült Államok | New York Rangers    | Minnesotai Egyetem (WCHA)  |
|     |               |             |                           |                     |                            |

### Huszonkettedik kör
| #   | Játékos        | Poszt  | Nemzetiség | NHL-csapat          | Egyetem/junior/klub csapat |
| --- | -------------- | ------ | ---------- | ------------------- | -------------------------- |
| 242 | Mike Cosentino | Center | Kanada     | Washington Capitals | Hamilton Fincups (OMJHL)   |
| 243 | Kevin Walker   | Védő   | Kanada     | New York Rangers    | Cornell Egyetem (ECAC)     |
|     |                |        |            |                     |                            |

### Huszonharmadik kör
| #   | Játékos     | Poszt       | Nemzetiség                | NHL-csapat          | Egyetem/junior/klub csapat     |
| --- | ----------- | ----------- | ------------------------- | ------------------- | ------------------------------ |
| 244 | John Duncan | Védő        | Kanada                    | Washington Capitals | Cornwall Royals (QMJHL)        |
| 245 | Jim Warner  | Jobb szélső | Amerikai Egyesült Államok | New York Rangers    | Minnesota Junior Stars (MWJHL) |
|     |             |             |                           |                     |                                |

### Huszonnegyedik kör
| #   | Játékos       | Poszt       | Nemzetiség | NHL-csapat          | Egyetem/junior/klub csapat |
| --- | ------------- | ----------- | ---------- | ------------------- | -------------------------- |
| 246 | Barry Kerfoot | Jobb szélső | Kanada     | Washington Capitals | Smiths Falls Bears (CJAHL) |
|     |               |             |            |                     |                            |

### Huszonötödik kör
| #   | Játékos   | Poszt  | Nemzetiség | NHL-csapat          | Egyetem/junior/klub csapat |
| --- | --------- | ------ | ---------- | ------------------- | -------------------------- |
| 247 | Ron Poole | Center | Kanada     | Washington Capitals | Kamloops Chiefs (WCHL)     |
|     |           |        |            |                     |                            |